# Chris Ngimbi
Chris Ngimbi (ur. 18 kwietnia 1984) – holenderski kick-boxer kongijskiego pochodzenia, mistrz świata m.in. WKA (2007), It’s Showtime (2010) oraz SUPERKOMBAT (2016).

## Kariera sportowa
Urodził się w Kinszasy. W wieku 11 lat wraz z rodziną uciekł do Holandii, w związku z toczącą się wojną domową w kraju. Tam też rozpoczął treningi w kick-boxingu. W 2005 zdobył pierwszy zawodowy tytuł, zostając interkontynentalnym mistrzem WKA w wadze superpółśredniej (-70 kg). 24 marca 2007 stoczył przegraną walkę na punkty o mistrzostwo świata WKN z Kanadyjczykiem Shane’em Campbellem. Sześć miesięcy później 27 września zrewanżował się Campbellowi, pokonując go jednogłośnie na punkty i odbierając mu pas WKN.
17 lutego 2008 zadebiutował w K-1 podczas turnieju K-1 MAX Netherlands, gdzie doszedł do półfinału, przegrywając w nim z Południowoafrykańczykiem Warrenen Stevelmansen przez techniczny nokaut. Dwa miesiące później 24 kwietnia na K-1 World GP w Amsterdamie przegrał z Włochem Giorgio Petrosyanem na punkty.
W 2009,związał się z It’s Showtime wygrywając większość ze swoich walk. 11 grudnia 2010 odebrał pas It’s Showtime w wadze 77 kg Turkowi Muratowi Direkçiemu pokonując go jednogłośnie na punkty. Po udanej obronie pasa 14 maja 2011 przeciwko Francuzowi Willy'emu Borrelowi, 24 września 2011 wziął udział w turnieju It’s Showtime Fast & Furious 70MAX, ulegając na punkty w półfinale Robinowi van Roosmalenowi. 
27 maja 2012 zdobył kwalifikację do głównego turnieju K-1 World MAX 2012 wygrywając z Tajem Longernem Superpro Samuiem. 30 czerwca 2012 stracił tytuł It’s Showtime na rzecz utytułowanego Holendra Andy’ego Souwera. 15 grudnia 2012 podczas finału K-1 World MAX 2012 przegrał w ćwierćfinale z Ukraińcem Arturem Kyszenko przez TKO w 2. rundzie. 24 kwietnia 2015 przegrał z kolejnym reprezentantem Ukrainy Enriko Gogochiją na gali W5 Grand Prix w Mokswie.
30 sierpnia 2015 wygrał W5 Grand Prix nokautując dwóch rywali jednego wieczoru. Podczas kolejnej edycji turnieju 5 grudnia tego samego roku przegrał w finale z Artiomem Paszporinem jednogłośną decyzją sędziów.
1 października 2016 został mistrzem SUPERKOMBAT w wadze średniej (-72,5) wygrywając z Rumunem Amancio Paraschivem na punkty. Tytuł jednak szybko stracił bo 12 listopada 2016 na rzecz Paraschiva z którym przegrał w rewanżu jednogłośnie na punkty. 
14 października 2017 zmierzył się w rewanżu z Giorgio Petrosyanem o mistrzostwo świata ISKA w wadze super półśredniej ostatecznie przegrywając z nim, natomiast 18 maja 2018 na gali One Championship uległ Tajowi Yodsanklaiowi Fairtex na punkty.

## Osiągnięcia
- mistrz Holandii WFCA
- 2005: interkontynentalny mistrz WKA w wadze super półśredniej, formuła muay thai
- 2007: mistrz świata WKA w wadze super półśredniej, formuła muay thai
- 2010–2012: mistrz świata It’s Showtime w kat 70 kg
- 2011: It’s Showtime Fast & Furious 70MAX – półfinalista turnieju w kat. 70 kg
- 2012: uczestnik finału K-1 World MAX 2012
- 2015: W5 Grand Prix XXX – 1. miejsce turnieju w kat. -71 kg
- 2015: W5 Grand Prix XXXI – finalista turnieju kat. -71 kg
- 2016: mistrz SUPERKOMBAT w wadze średniej (-72,5kg)